# Aruba Airlines
Aruba Airlines (legalmente: Arubaanse Luchtvaart Maatschappij N.V.) es la aerolínea de bandera y la única aerolínea de Aruba. Fundada en 2006, ofrece transporte aéreo regular y chárter a 13 destinos. Su sede  se encuentra en Oranjestad y su centro de conexiones en el Aeropuerto Internacional Reina Beatrix. 

## Historia
Aruba Airlines fue fundada por Onno J. de Swart en 2006. Comenzó sus operaciones chárter con un Piper PA-31 Navajo de siete plazas en 2010. Su sede principal se encuentra en Oranjestad (Aruba), su principal centro de operaciones, y la aerolínea abrió una nueva oficina en el Aeropuerto Internacional Reina Beatrix. También cuenta con oficinas más pequeñas en Miami, Curazao, Bonaire, Maracaibo, Valencia y Maracay.
A principios de 2012, la compañía atrajo nuevos inversores, lo que propició la modernización de sus operaciones con aviones a reacción. La compañía recibió el certificado de operador aéreo económico en agosto de 2012. Posteriormente, la aerolínea acordó el arrendamiento de dos aviones bimotores Airbus A320 de 150 plazas; el primero llegó a Aruba en noviembre de 2012. La aeronave comenzó a operar vuelos chárter desde Aruba a finales de 2012 y las operaciones regulares comenzaron el 31 de marzo de 2013, con destino inicial a Maracaibo (Venezuela). Los vuelos a Ciudad de Panamá (Panamá), comenzaron el 5 de julio de ese año.
Aruba Airlines también comenzó a volar entre Aruba a Curazao y Santo Domingo en diciembre de 2015, operando con el Airbus A320. En mayo de 2016, se anunció la suspensión temporal del vuelo Curazao-Santo Domingo, así como el de Ciudad de Panamá, y la reanudación de las operaciones en cuanto fuera posible, aunque no se especificó el motivo. En julio de 2016, la aerolínea celebró la firma de su cuarto avión, el primer Airbus A319. El avión fue entregado a Aruba Airlines en diciembre de 2016.
Aruba Airlines anunció el 2 de octubre de 2017 que restablecería el servicio a Curazao e introduciría un nuevo servicio a Bonaire. Los vuelos se operarían con un De Havilland Dash 8-300, contratado en septiembre de 2017, y el servicio a Curazao comenzaría el 23 de octubre de 2017; la fecha para Bonaire se anunciaría próximamente. Sin embargo, el primer vuelo se canceló debido a que el Dash 8 no se entregó a tiempo, y la aerolínea inició oficialmente el servicio a Curazao el 25 de octubre de 2017, utilizando un Bombardier CRJ200, arrendado a Voyageur Airways, que se utilizó previamente para volar entre Curazao y San Martín tras el huracán Irma.
En una rueda de prensa en vivo desde Curazao el 27 de octubre de 2017, Francisco Arendsz, gerente responsable de la aerolínea, declaró que la aerolínea tenía previsto solicitar un Dash 8-100 adicional, junto con el avión original que se esperaba entregar como respaldo. Fue entonces cuando revelaron que el avión original no estaba listo. El plan actual es utilizar temporalmente el CRJ200 arrendado. Se entregará el segundo CRJ200, con la imagen oficial de la compañía. El vuelo a Bonaire estaba previsto para el 16 de noviembre de 2017, si la Autoridad de Aviación Civil Holandesa autorizaba a Aruba Airlines. Otros destinos previstos para noviembre incluían Barquisimeto y Punto Fijo. La conferencia de prensa también reflexionó sobre el futuro de la aerolínea, incluyendo los destinos previstos para 2018, que incluían Nueva York, Buenos Aires y Bogotá. Los vuelos a Buenos Aires y Nueva York estaban previstos para ser operados por un Airbus A330 que supuestamente se había encargado recientemente. El 14 de noviembre de 2017, en el vuelo inaugural a Curazao, el director ejecutivo declaró que el próximo año habría cuatro aviones adicionales, sin contar el CRJ200 ya encargado.
Debido a las sanciones impuestas por el gobierno venezolano en el primer semestre de 2018, la renovación de la flota se anunciaría a finales de año.

## Flota

### Flota actual
En marzo de 2025, la flota de Aruba Airlines cuenta con la siguiente flota:
| Aeronaves       | En servicio | Pedidos | Pasajeros (clase única)                           | Matrículas                                        | Antigüedad                                        |
| --------------- | ----------- | ------- | ------------------------------------------------- | ------------------------------------------------- | ------------------------------------------------- |
| Airbus A320-200 | 1           | —       | 164                                               | P4-AAK                                            | 14,8 años                                         |
| Total           | 1           | —       | Edad media de la flota (julio de 2025): 14,8 años | Edad media de la flota (julio de 2025): 14,8 años | Edad media de la flota (julio de 2025): 14,8 años |

### Flota histórica
| Aeronaves                  | Total | Introducido | Retirado | Matrículas                                                      |
| -------------------------- | ----- | ----------- | -------- | --------------------------------------------------------------- |
| Airbus A319-100            | 1     | 2016        | 2018     | P4-AAE                                                          |
| Airbus A320-200            | 5     | 2012        | —        | P4-AAA, P4-AAC, P4-AAD, P4-AAF, P4-AAH, LY-VER, LY-VEN y LY-VEL |
| Airbus A321-200            | 2     | 2021        | 2023     | P4-AAI, P4-AAJ                                                  |
| Bombardier CRJ-200         | 4     | 2017        | 2020     | C-FXLH, C-FXHC, C-GJZJ y P4-CRA                                 |
| De Havilland Canadá Dash 8 | 1     | 2019        | 2020     | C-FYEG                                                          |
| Piper PA-31 Navajo         | 1     | 2010        | c. 2016  | P4-AAB                                                          |

## Destinos
En la actualidad, Aruba Airlines únicamente opera vuelos chárter a los siguientes destinos:
| Países         | Destinos         | Aeropuertos                                  |
| -------------- | ---------------- | -------------------------------------------- |
| Aruba          | Oranjestad       | Aeropuerto Internacional Reina Beatrix (HUB) |
| Bonaire        | Kralendijk       | Aeropuerto Internacional Flamingo            |
| Colombia       | Barranquilla     | Aeropuerto Internacional Ernesto Cortissoz   |
| Colombia       | Medellín         | Aeropuerto Internacional José María Córdova  |
| Cuba           | La Habana        | Aeropuerto Internacional José Martí          |
| Curazao        | Willemstad       | Aeropuerto Internacional Hato                |
| Estados Unidos | Miami            | Aeropuerto Internacional de Miami            |
| Guyana         | Georgetown       | Aeropuerto Internacional Cheddi Jagan        |
| Haití          | Cabo Haitiano    | Aeropuerto Internacional de Cap-Haïtien      |
| Panamá         | Ciudad de Panamá | Aeropuerto Internacional de Tocumen          |

### Antiguos destinos
| Países               | Destinos      | Aeropuertos                                 |
| -------------------- | ------------- | ------------------------------------------- |
| Colombia             | Barranquilla  | Aeropuerto Internacional Ernesto Cortissoz  |
| Colombia             | Medellín      | Aeropuerto Internacional José María Córdova |
| Colombia             | Riohacha      | Aeropuerto Almirante Padilla                |
| Cuba                 | Camagüey      | Aeropuerto Internacional Ignacio Agramonte  |
| Cuba                 | Holguín       | Aeropuerto Internacional Frank País         |
| Cuba                 | Santa Clara   | Aeropuerto Internacional Abel Santamaría    |
| Estados Unidos       | Tampa         | Aeropuerto Internacional de Tampa           |
| Nicaragua            | Managua       | Aeropuerto Internacional Augusto C. Sandino |
| República Dominicana | Santo Domingo | Aeropuerto Internacional Las Américas       |
| Trinidad y Tobago    | Puerto España | Aeropuerto Internacional de Piarco          |
| Venezuela            | Barquisimeto  | Aeropuerto Internacional Jacinto Lara       |
| Venezuela            | Maracaibo     | Aeropuerto Internacional de La Chinita      |
| Venezuela            | Punto Fijo    | Aeropuerto Internacional Josefa Camejo      |
| Venezuela            | Valencia      | Aeropuerto Internacional Arturo Michelena   |